# Santiago Corbo
Santiago Corbo Fariello (Montevideo, 29 giugno 2002) è un calciatore uruguaiano, difensore del Miramar Misiones.

## Caratteristiche tecniche
È un terzino sinistro.